# Ranking Nacional Absoluto de bádminton (España)
El Ranking Nacional Absoluto de España es la clasificación oficial organizado por la Federación Española de Bádminton. En él aparecen todos los jugadores que han disputado alguno de los campeonatos nacionales que puntúan para dicho ranking.

## Campeonatos
Los campeonatos que puntúan son:
- Cuatro Grandes Premios (GP): Granada, Huelva, Huesca y Galicia.
- Campeonato de España.
- Rankings que se disputan alrededor de todo el territorio, de menos categoría, como son los rankings aragoneses, andaluces, campeonatos territoriales...
- Campeonato Autonómico Absoluto.
- Campeonato de España de selecciones autonómicas.
- Liga Nacional de Clubes

Cada campeonato tiene más o menos puntuación dependiendo de las estrellas que le otorgue la Federación Española de Bádminton.

## Puntuación
Las puntuaciones obtenidas en todos los torneos en los que participe un jugador o pareja se dividen según los criterios que se establecen a continuación:
- Dividirán por 8 siempre que hayan jugado 8 o menos torneos.
- Dividirán por el número de torneos que haya jugado si este es de 9 o mayor.
- Puntuarán sólo los 12 mejores resultados obtenidos.